# Cilindrada

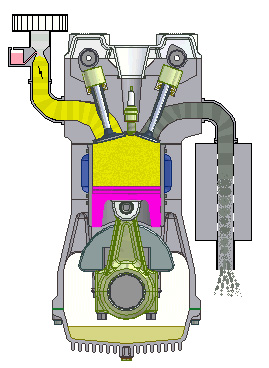
Motor de 4 tiempos con flujos de aire

Animación mostrando la cilindrada (en naranja)

Cilindrada es la denominación que se da a la suma del volumen útil de todos los cilindros de un motor alternativo. Es muy usual que se mida en centímetros cúbicos (cm³) pero en los vehículos de fabricación norteamericana usaban el sistema inglés de pulgada cúbica (in³); donde 16.4 cc equivalen a 1 in³.
Un motor de 250 equivale a 4100 cc. Además los motores grandes expresan la cilindrada en litros, siendo 1L=1000 cc, poniendo como ejemplo un motor de 2.6L, que tiene alrededor de 2600 cc. 
La cilindrada se calcula en forma siguiente:
{\displaystyle {\mbox{Cilindrada Total}}=[({\pi }\times {\mbox{D}}^{2})/4]\times {\mbox{L}}\times {\mbox{número de cilindros}}}
{\displaystyle {\mbox{Cilindrada Unitaria}}=[({\pi }\times {\mbox{D}}^{2})/4]\times {\mbox{L}}}
D = diámetro del cilindro
L = carrera del pistón
En otras palabras, cilindrada es el volumen geométrico ocupado por el conjunto de pistones desde la posición más baja de la cabeza del pistón o el punto muerto inferior (PMI) hasta la posición más alta (PMS), también llamado punto muerto superior. La cilindrada da una buena medida de la capacidad de trabajo que puede tener un motor.

## Fiscalidad
La cilindrada ha sido habitualmente usada en muchos países como punto de partida para el cálculo de los impuestos aplicados al automóvil. En Alemania hasta el año 1989 se calculaba la cilindrada fiscal mediante una fórmula diferente, siguiendo la normativa StVZO:
{\displaystyle {\mbox{Cilindrada}}=0.785\times {\mbox{d}}^{2}\times {\mbox{h}}\times {\mbox{número de cilindros}}}
d = diámetro del cilindro en mm redondeado a la baja hasta el medio mm.
h = carrera del pistón en mm redondeado a la baja hasta el medio mm.
Por ello en los vehículos antiguos matriculados en Alemania hasta 1989 su cilindrada puede no coincidir exactamente con la cilindrada en España.